# O céu é o limite
O céu é o limite foi um programa de televisão brasileiro que foi produzido e exibido pela TV Tupi. Teve sua estreia em 1955 na TV Tupi São Paulo, sendo considerado o primeiro programa de perguntas e respostas da televisão aberta brasileira, o chamado game show, e ficou no ar durante 30 anos, com passagem por diversas emissoras de televisão. Na Tupi de São Paulo, o programa foi apresentado por Aurélio Campos, e no Rio de Janeiro a apresentação era de J. Silvestre. Este último popularizou seu formato e tornou-o conhecido por todo o país. Em 2016, o empresário Marcelo de Carvalho comprou uma versão do game show produzida na Itália pela Endemol (o L'eredità, exibido na Rai Uno) e, desde março de 2017, comanda uma atração de mesmo nome na RedeTV!.
O formato de O céu é o limite era composto por quatro candidatos, que respondiam a três questões, cada um escolhendo seu próprio tema. Os candidatos acumulavam prêmios em dinheiro até desistirem ou cometerem algum erro. Os participantes que chegavam ao "céu" concorriam a prêmios milionários. A cada resposta correta, era usado o bordão "Absolutamente certo". A versão carioca do formato era patrocinada pela Varig, com a presença da atriz e garota-propaganda da empresa Ilka Soares.
| “ | Nos estúdios da Tupi do Rio, o apresentador J. Silvestre e a atriz Ilka Soares, garota-propaganda da Varig, patrocinadora do programa, recebiam os participantes, cujas memória e rapidez de raciocínio seriam testadas. Como Leni Orcida Varela, a Noivinha da Pavuna, na época com 23 anos e o sonho de ganhar dinheiro para poder se casar. Depois de passar semanas respondendo a questões sobre o poeta português Guerra Junqueiro, Leni conquistou a simpatia do público e acabou selando sua união diante das câmeras, em 1969, tendo J. Silvestre como padrinho. | ” |
| — Passagem do livro TV Tupi, a pioneira na América do Sul, escrita por Patricia Alves do Rego Silva, onde descreve o formato do programa. | |   |